# リュドヴィク・バール
リュドヴィク・バール（Ludovic Baal、1986年5月24日 - ）はフランス領ギアナ・カイエンヌ出身のサッカー選手・ポジションはDF。リーグ・アン・スタッド・ブレスト29所属。

## 経歴
ル・マンFCでプロキャリアを始め、初年度はリーグ・アンで11試合に出場した。
2011年6月10日、リーグ・ドゥのRCランスに完全移籍。2013-14シーズンはランスのリーグ・アン昇格を経験した。
2014-15シーズンにランスがリーグ・ドゥに降格したため、1部のスタッド・レンヌFCに3年契約で移籍した。